# Stazione di Saint-Malo
La stazione di Saint-Malo (in francese Gare de Saint-Malo) è una stazione ferroviaria della linea Rennes - Saint-Malo. Si trova a Saint-Malo, ed è il capolinea settentrionale della linea.